# Muḥammad ibn Jābir al-Ḥarrānī al-Battānī
Muḥammad ibn Jābir al-Ḥarrānī al-Battānī (in arabo محمد بن جابر بن سنان البَتّاني‎?, Abū ʿAbd Allāh Muḥammad ibn Jābir ibn Sinān al-Raqqī al-Ḥarrānī al-Ṣābiʾ al-Battānī, latinizzato in Albategnius o Albatenius, in italiano Albategno o Albatenio; Harran, 858 circa – Samarra, 929) è stato un matematico, astronomo e astrologo arabo.

## Biografia

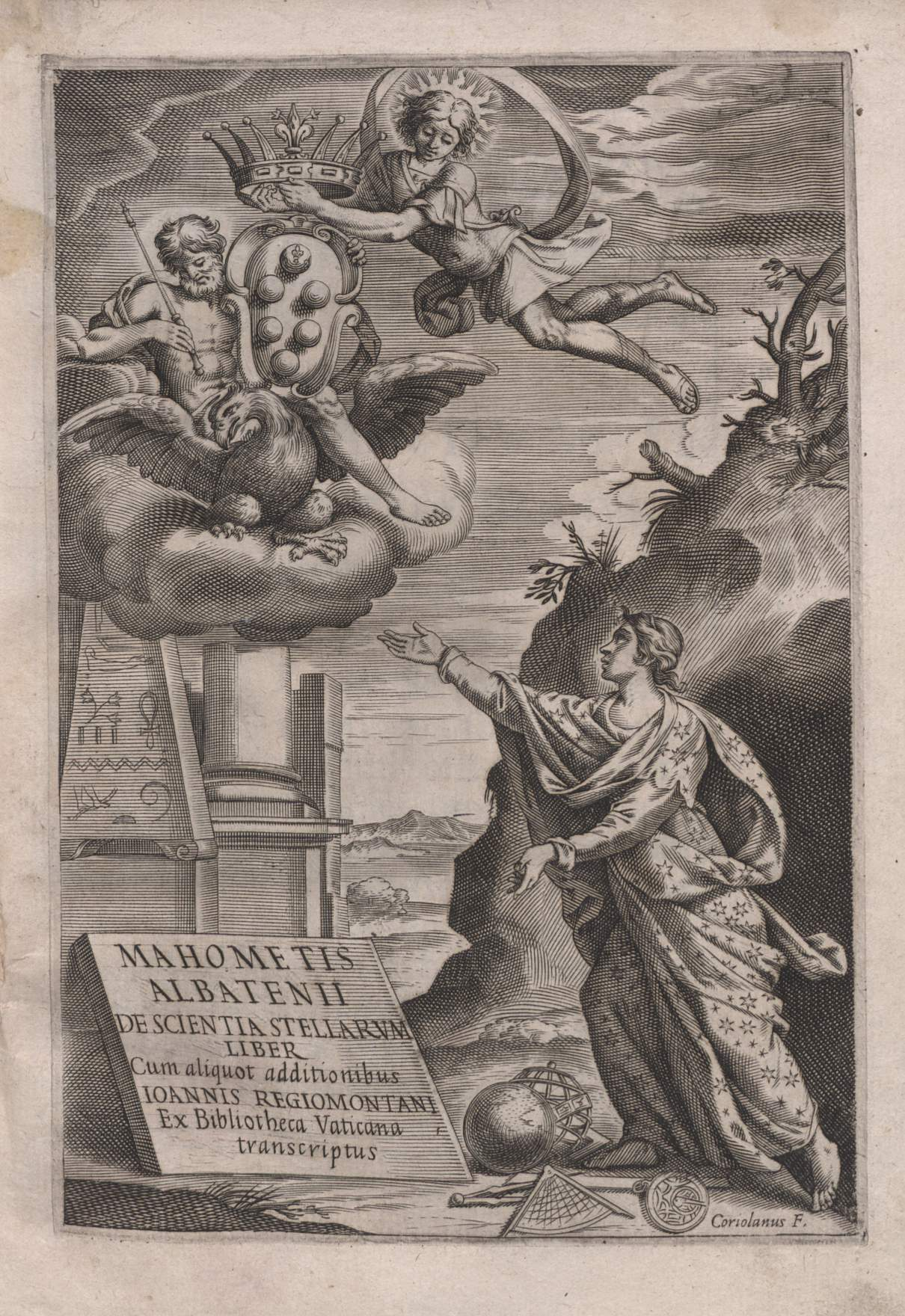
De scientia stellarum, 1645

Il suo nome (al-Ḥarrānī al-Battānī) deriva dal villaggio natio (Battān), nella regione di Ḥarrān, l'antica Carre, area che i geografi musulmani chiamavano Giazira. 
Al-Battānī Apparteneva alla comunità sabea. Visse a Raqqa in Siria e fu uno dei massimi astronomi di tutto il Medioevo islamico-cristiano.

## Studi e ricerche

### Astronomia
A partire dalle sue osservazioni effettuate a Damasco e Aratte egli rivide alcuni dei risultati di Tolomeo. Compilò nuove tavole astronomiche (Zīj) relative al Sole e alla Luna, accettate a lungo per la loro autorevolezza, scoprì il moto dell'apogeo del Sole e attribuì alla precessione annuale il valore corretto di 55 secondi.

### Matematica
Forse, indipendentemente da Aryabhata (nato a Pataliputra sul Gange nel 476 d.C.), egli introdusse l'uso dei seni trigonometrici nel calcolo e, in parte, quello delle tangenti.

Calcolò inoltre i valori della precessione degli equinozi (54,5" per anno, o 1° in 66 anni) e l'obliquità dell'eclittica (23° 35'). Usò nelle sue Tavole un metro uniforme per la precessione, preferendo non adottare la teoria della trepidazione, attribuita al suo collega Thābit ibn Qurra.
Al-Battānī produsse un gran numero di relazioni trigonometriche:
{\displaystyle \tan a={\frac {\sin a}{\cos a}}}
{\displaystyle \sec a={\sqrt {1+\tan ^{2}a}}}
Egli risolse anche l'equazione sinx = a cosx scoprendo la formula:
{\displaystyle \sin x={\frac {a}{\sqrt {1+a^{2}}}}}
Inoltre, il matematico siro utilizzò l'idea di tangente di al-Marwāzī al fine di sviluppare equazioni per il calcolo delle tangenti e delle cotangenti, compilando diverse tavole su di esse.

## Opere
L'arabo fu la sua seconda lingua, che usò per scrivere tutte le sue opere.
Il suo trattato principale è il Kitāb al-zīğ al-ṣābiʾ (in arabo كتاب الزيج ﺍﻟصابیء‎?, il "Libro delle tavole astronomiche sabee"), tradotto per la prima volta in latino nel 1116 da Platone di Tivoli (latinizzato in Plato Tiburtinus) con il titolo De motu stellarum, che ebbe notevole influenza sull'astronomia europea.

Fu nuovamente tradotto in tre volumi, tra il 1899 e il 1907, sempre in latino, dall'ancor giovane arabista Carlo Alfonso Nallino, sotto il titolo Al-Battānī sive Albatenii Opus Astronomicum. Ad fidem codicis escurialensis arabice editum, dall'hapax dell'Escurial madrileno, dopo essere stato emendato dai vari errori matematici introdotti dall'inaccuratezza dei copisti maghrebini e andalusi.
- (LA) De scientia stellarum, Bologna, Vittorio Benacci, eredi, 1645.